# القصبة (الجميمة)

تعديل مصدري - تعديل

القصبة هي إحدى قرى عزلة بقره الشرقية والوسطى بمديرية الجميمة التابعة لمحافظة حجة، بلغ تعداد سكانها 45 نسمة حسب تعداد اليمن لعام 2004.